# Ticker - Esplosione finale
Ticker - Esplosione finale (Ticker) è un film del 2001 diretto da Albert Pyun.

## Trama
Il film inizia con una squadra SWAT che entra nella casa di un senatore degli Stati Uniti. Qualcuno tiene in ostaggio il senatore. La squadra di artificieri arriva in elicottero e si calano in casa. Frank Glass è responsabile della squadra di artificieri. Glass trova una bomba nel seminterrato e lavora per disarmarla mentre il team SWAT è in una sparatoria con alcuni dei sequestratori di ostaggi.
Glass disarma la bomba ma pensa che sia troppo facile, che è stato progettato per indurlo in errore nel pensare di averla disarmata. A tutti viene ordinato di uscire di casa. L'elaborata bomba viene mostrata poco prima che esploda.
Un anno dopo, a San Francisco, due poliziotti della narcotici: Ray Nettles e il suo partner Art "Fuzzy" Rice stanno andando in giro a parlare. La moglie e il figlio di Nettles sono stati uccisi da una bomba e da allora ha perso l'entusiasmo per il lavoro, l'igiene e la vita in generale. Incontrano qualcosa di sospetto e decidono di indagare, finendo in un condominio e arrestando un sospetto. Poi vanno in un magazzino dove Nettles incontra uno scienziato di nome Claire Manning, e Fuzzy viene colpito a morte da Swann, il terrorista collegato all'IRA che ha messo la bomba nella casa del senatore. Nettles e Swann hanno una contesa fino a quando Swann e i suoi uomini se ne vanno. Nettles arresta Claire ma lei rifiuta di dire qualcosa su Swann. Indossa un braccialetto dall'aspetto strano che Nettles porta alla squadra della bomba perché Glass lo guardi. Viene scoperto che il braccialetto contiene un cordoncino di detonazione ed esplosivo Semtex .
La polizia decide di trattenere Claire nel tentativo di scoprire le mosse di Swan. Swann intanto prepara una potente bomba e chiama, per fare una minaccia, la stazione di polizia: se Claire non viene rilasciata entro un'ora, una grande bomba esploderà da qualche parte in città. Swann intende continuare a far esplodere le bombe fino al rilascio di Claire.
Swann e gli uomini che lavorano per lui sono in città per un grande lavoro e Nettles diventa ossessionato dall'inchiodarlo. Glass e la squadra di artificieri stanno lavorando al caso perché ci sono delle bombe, quindi Nettles finisce per lavorare con Glass e la squadra di artificieri. Insieme, tentano di fermare Swann e cercano di capire qual è il grande lavoro per cui Swann è in città, e il modo in cui Claire è coinvolta. Si scopre che Claire è in cerca di vendetta: suo marito è stato assassinato dopo aver scoperto dei piani per costruire una scuola elementare in un'area di scarico di rifiuti tossici.
Claire incolpa il governo della città di San Francisco per l'omicidio di suo marito, quindi ha chiesto l'aiuto di Swann per vendicarsi facendo esplodere il municipio. Questo è il grande lavoro per cui Swann è in città. Con l'aiuto di Glass, Nettles decide di trovare e fermare Swann ... e forse esorcizzare i demoni dal suo oscuro passato.

## Critiche
Il film, come alcuni precedenti, è stato un insuccesso dal punto di vista commerciale e i commenti di pubblico e stampa sono stati molto critici.